# Жуков Станіслав Федорович
Жуков Станіслав Федорович (нар. 24 вересня 1942, с. Падун Омської обл., РРФСР, СРСР (тепер Російська Федерація)) — науковець у галузі електроенергетики, надійності та діагностики електротехнічних комплексів і систем.

## Біографія
Вищу наукову освіту здобув в Уральському політехнічному інститути (тепер м. Єкатеринбург, РФ, 1964) за спеціальністю Електричні станції, сєті та системи.
З 1974 року працював у Жаданівському металургійному інститути м. Жданов, УРСР, СРСР (тепер Приазовський державний технічний університет, м. Маріуполя, Донецької обл., Україна)
З 1988 захистив науковий ступень Доктора технічних наук та очолив кафедру автоматизації електроенергетичних систем та електроприводу. Тема дисертації «Развиток наукових засад, розробка методів та сзасобів експлуатації релейного захисту та автоматики електрічних систем».
З 2003 по 2014 рік професор кафедри електроприводу та автоматизації промислових підприємств Донецького національного технічного університету
Водночас з 1997 року — Генеральний директор Науково-виробничого центру технологій керування «Квантум» м. Маріуполь

## Творчій доробок
Жуков С.Ф, дослідник проблем забезпечення надійності функціонування електроенергетичних систем їх технічної діагностики та релейного захисту і автоматики; розробляє програмне забезпечення для автіоматизованих систем керування в електроенергетиці, металургії, машинобудуванні.
1. Теоретические основы построения логической части защиты и автоматики энергосистем. Москва, 1979
2. Диагностика релейной защиты и автоматики электрических систем. К., 1989
3. Современные компьютерные технологии в задачах контроля и управления энергетическими объектами // Power and electrical engineering. Scientific proceedings of Riga Technical University. Riga, 2001 (співавт.); Энергетические процессы в многодвигательном электроприводе // ТЭ. 2008. Ч. 1.
4. Підвищення надійності функціонування птк АСУ ТП енергоблоку електростанції в аварійних режимах на основі алгоритму виявлення недостовірної інформації. ADVANCES OF SCIENCE: Proceedings of articles the international scientific conference. Czech Republic, Karlovy Vary — Ukraine, Kyiv, 28 September 2018. Р. 1192—1199
5. Адаптивная системауправления электротехническим комплексом. Вісник НТУ «ХПІ», 2017. № 31(1253). С. 35 — 39.
6. Автоматизация решения уравнений баланса при задании компонентного состава агломерата. Наукові праці ДонНТУ. Серія «Електротехніка і енергетика». 2014. № 1(16). С. 59 — 62.
7. Применение метода площадей для идентификации параметров комплекса весового дозирования шихтовых материалов. Наукові праці ДонНТУ. Серія «Електротехніка і енергетика». 2013. № 2(15). С. 107—110.
8. С. Ф. Жуков и А. А. Шамрай, Разработка математической модели многодвигательного электропривода промышленной установки. Наукові праці ДонНТУ — Електротехніка і енергетика., Донецьк, 2007 — випуск 7 (128) стр 63-67.
9. С. Ф. Жуков и А. А. Шамрай, Экспериментальные исследования режимов работы электротехнического комплекса четырёхклетьевого прокатного стана. Науково-виробничий журнал. Електромеханічні і енергозберігаючі системи., — Кременчук: КрНУ, 2011. — Випуск 1/2011 (13). — стр. 102—106. ISSN 2072—2052, ISSN 2074-9937
10. С. Ф. Жуков и А. А. Шамрай, Многокритериальная оптимизация системы автоматического управления металлургическим агрегатом. УДК 621.771.065:65.011.56. Наукові праці Донецького національного технічного університету № 11 (186), Донецьк, — 2011. с.141-145, ISSN 2074—2630
11. С. Ф. Жуков и А. А. Шамрай, Система диагностирования электротехнического комплекса автоматического управления непрерывным станом холодного проката. Науково-прикладний журнал: Технічна Електродинаміка. Тематичний випуск: Проблеми сучасної електротехніки., Київ, — 2010, частина 3, стр. 165—168 ISSN 0204-3599
12. С. Ф. Жуков и А. А. Шамрай, Стратегии распределения параметров и модели оптимизации работы системы управления прокатным станом. Вісник КДПУ. Електромеханічні системи та автоматизація., — Кременчук: КДПУ, 2007. — Випуск 4/2007 (45). Частина 1, стр. 14-16.
13. С. Ф. Жуков и А. А. Шамрай, Метод оптимизации настройки регуляторов в переходных режимах прокатки. Наукові праці Донецького національного технічного університету. Серія: «Електротехніка і енергетика» № 1(21) 2019, Покровск, — 2019, с. 18-20
14. С. Ф. Жуков и А. А. Шамрай, Особенности синтеза динамической линеаризованной модели клети непрерывного стана холодного проката. Вісник КДПУ., –Кременчук: КДПУ, 2005. — Випуск 5/2005 (34). –стр. 19-23
15. С. Ф. Жуков и А. А. Шамрай, Энергетические процессы в многодвигательном электроприводе. Науково-прикладний журнал: Технічна Електродинаміка. Тематичний випуск: Проблеми сучасної електротехніки., Київ, — 2008, Частина 1, стр. 57-60
16. С. Ф. Жуков и А. А. Шамрай, Синтез динамической линеаризованной модели клети непрерывного стана холодного проката, Київ: Науково-прикладний журнал: Технічна Електродинаміка. Тематичний випуск: Проблеми сучасної електротехніки. Частина 5, 2006, стр. 48-53
17. С. Ф. Жуков и А. А. Шамрай, Подходы к решению задачи диагностирования электромеханических систем стана холодной прокатки полос., Одеський національний технічний університет. Інститут електромеханіки то енергоменеджменту. Електромашинобудування та електрообладнання. Проблеми автоматизованого електроприводу. Теорія і практика: темат. вип. 66- К.: «Техніка», 2006. Стр. 352—353. ISSN 0132-392X
18. С. Ф. Жуков и А. А. Шамрай, Концепция построения системы автоматического регулирования толщины и натяжения полосы четырехклетьевого стана холодного проката. Електромеханічні системи та автоматизація. Вісник КДПУ., — Кременчук: КрНУ, 2006. — Випуск 4/2006 (39). Частина 1, стр. 52-56

На кафедрі професор викладав наступні курси:
- Теоретичні та експериментальні наукові дослідження;
- Релейний захист і автоматика;
- Електропостачання промислових підприємств